# أرتور توريس سانتوس
أرتور توريس سانتوس (بالإسبانية: Arturo Torres Santos)‏ هو سياسي مكسيكي، ولد في 19 أبريل 1963 في المكسيك. حزبياً، نشط في حزب العمل الوطني. وقد انتخب عضو مجلس النواب المكسيك.